# Chu Yung-hsu
Chu Yung-hsu (初詠萱T, Chū YǒngxuānP; Taipei, 8 gennaio 1981) è un'ex cestista taiwanese.

## Carriera
Con Taiwan ha disputato due edizioni dei Campionati mondiali (2002, 2006).